# Cosmești (Teleorman)
Cosmești is een Roemeense gemeente in het district Teleorman.
Cosmești telt 2758 inwoners.